# Équipe de Bosnie-Herzégovine de rugby à XV
L'équipe de Bosnie-Herzégovine de rugby à XV rassemble les meilleurs joueurs de rugby à XV de Bosnie-Herzégovine.

## Histoire
L'équipe de Bosnie-Herzégovine a joué son premier match international en novembre 1992 contre la Croatie, perdant 47-3. Elle a joué quelques matchs durant les années 1990, jouant principalement contre la Croatie, le Luxembourg, la Slovénie et la Hongrie, avant de gagner son premier match officiel en 2000 contre la Hongrie, gagnant avec un point d'avance (13-12).
La Bosnie-Herzégovine participe aux qualifications pour la coupe du monde 2003, dans la poule B du 1er tour. Elle termine 5e de son groupe, avec 2 victoires. Elle a également participé aux qualifications de la coupe du monde 2007 qui a eu lieu en France.
L'équipe de Bosnie-Hergozévine est classée à la 74e place au classement IRB du 11 février 2019.

## Palmarès enCoupe du monde
Yougoslavie :
- 1987 : non invitée
- 1991 : non qualifiée

Bosnie-Herzégovine :
- 1995 : non qualifiée
- 1999 : non qualifiée
- 2003 : non qualifiée
- 2007 : non qualifiée
- 2011 : non qualifiée
- 2015 : non qualifiée
- 2019 : non qualifiée
- 2023 : non qualifiée

## Palmarès en Championnat d'Europe des Nations

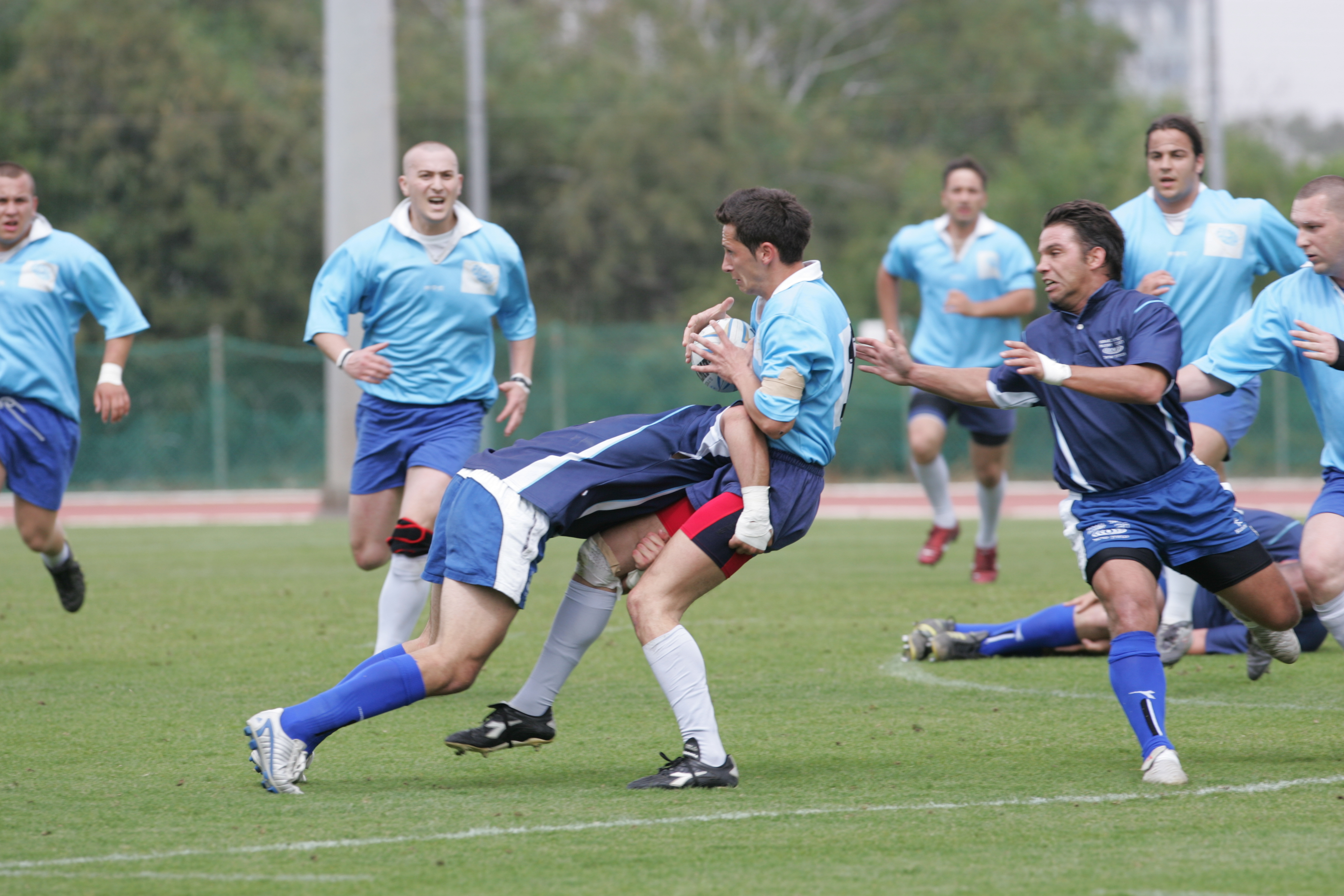
La Bosnie-Herzégovine (en bleu ciel), ici face à Israël en 2007.

- Vainqueur du Championnat d'Europe des nations division 3 saison 2010-2012

## Joueurs emblématiques
- Džoni Mandić (FC Grenoble)
- Yasmin Deljkic (Club olympique Creusot)
- Kenan Mutapcic (FC Grenoble)
- Sejad Kadic
- Topalovic Adis (Football club de Saint-Claude  2015-2020)(Club Sportif Annonay 2020- )
- Adnan Basic